# Bolshecapnia rogozera
Bolshecapnia rogozera är en bäcksländeart som först beskrevs av William Edwin Ricker 1965.  Bolshecapnia rogozera ingår i släktet Bolshecapnia och familjen småbäcksländor. Inga underarter finns listade i Catalogue of Life.